# Almafuerte (Còrdova)
Almafuerte és una ciutat al centre sud de la província argentina de Còrdova, en la part occidental del departament Tercero Arriba caracteritzada per les activitats agropecuàries i la indústria metal·lúrgica.
Està comunicada per la Ruta Nacional RN 36, que la vincula amb capital, situada a 106 km cap al nord, i amb Riu Quarto, 2ª ciutat de la província, uns 110 km cap al sud. A més es troba a només 18 km de la ciutat industrial de Riu Tercero i a 20 km de la Ciutat d'Embalse, que la connecta al corredor turístic del Valle de Calamuchita.
Sorgeix al setembre de 1912, en què es comencen a vendre els primers terrenys, al convertir-se en lots part de la Estancia La Ventura, de propietat del fundador Dr. Pedro C. Molina, després de la demorada arribada del ferrocarril.
El traçat urbà es caracteritza per comptar amb una plaça central de quatre quarters, travessada per quatre avingudes en diagonal de 20 m d'ample.
Les dues fites que signaron el progrés de la població van ser: la fundació de la Cooperativa de Servicios Públicos Almafuerte Ltda, en 1931; i la declaració de Municipi, aconseguida el 1953.
En els voltants de la població (3 km al nord) s'ha construït en la dècada de 1970, la Presa Piedras Moras, sobre el riu Calamuchita (pels indígenes Ctalamochita) o Tercero, que forma un important llac, utilitzat per a producció d'energia hidroelèctrica i activitats turístiques (pesca i esports nàutics sense motor).

## Població
Té 11.422 habitants (INDEC, 2010), la qual cosa representa un increment del 8% enfront dels 10.534 habitants (INDEC, 2001) del cens anterior.

## Barris
La ciutat compta amb 11 Barris:
- Barrio Las Heras
- Barrio Arenales
- Barrio Manuel Belgrano
- Barrio Mariano Moreno
- Barrio El Salto
- Barrio Parque
- Barrio Belgrano
- Barrio Sol de mayo
- Barrio Eva Peron
- Barrio Tierras del Fundador
- Barrio Pinares